# Chamaesyce du Gol
Chamaesyce goliana
Espèce
Classification phylogénétique
La chamaesyce du Gol (Chamaesyce goliana) est une espèce de plante de la famille des euphorbiacées. Elle est endémique de l'île de La Réunion, département d'outre-mer français du sud-ouest de l'océan Indien, où elle ne vit qu'en bord de mer.

## Synonymes
- Euphorbia goliana Lam.